# ALOHA
Aloha je jednoduchý 2D simulační software, určený k přibližnému modelování tvaru a rozsahu úniku nebezpečné látky do atmosféry. Výpočty provádí pomocí statistického gaussovského rozdělení nebo modelu „heavy gas“ pro simulace pohybu mraků plynů těžších než vzduch. Dále dokáže určit velikost ohrožené oblasti výbuchem či hořením hořlavé látky. Vyvíjí jej americká agentura U.S. EPA a je poskytnut ke stažení zdarma jako Freeware. Je dostupná z webové stránky U.S. EPA. Program je možno používat nativně v prostředí Windows a MacOS X, eventuálně i v GNU/Linux s pomocí emulátoru wine.

## Popis
Program je v angličtině, ale uživatelsky příjemný a jednoduchý. Obsahuje databázi několika set nejběžnějších chemických látek používaných v průmyslu. V případě potřeby větší databáze je možné stáhnout jako doplněk databázi CAMEO, která obsahuje mnohem větší databázi chemikálií než samotná Aloha, hlavně méně obvyklé.
Grafické výstupy jsou tvořeny jednou až třemi zónami, uživatel může zadat vlastní hodnoty koncentrací nebo použít hodnoty stanovené U.S. EPA pro ještě neškodné hodnoty koncentrace. Zóny jsou informativního rázu, v silně členitém terénu (město, hustý les) se reálná mapa šíření škodliviny může velmi odlišovat. Také nejsou brány v úvahu nerovnosti reliéfu (údolí, srázy), které také mohou změnit směr mraku škodlivin, typicky plynů těžších než vzduch (např. chlór) Pro základní orientaci však dobře stačí, protože model předem počítá s určitou nepřesností.
Další možný grafický výstup je koncentrace v pevně zvoleném bodě od epicentra v ose souřadnic X,Y, kde je zobrazen průběh koncentrace v čase, její maximum a změny koncentrace v budově na stejném místě podle indexu výměny vzduchu s okolím.